# Арчер (река)
А́рчер (англ. Archer River) — река, протекающая на полуострове Кейп-Йорк, северный Квинсленд, Австралия. Впадает в одноимённый залив на востоке залива Карпентария.
Река была названа в 1865 году Фрэнсисом Ласселлесом Жардином и Александром Жардином во время экспедиции по этой местности.
Арчер образуется от слияния рек Кролл-Крик и Ирвайн-Крик, начинающихся на горном хребте Макилрайт, и течёт на запад, пересекает тропические саванные равнины и водно-болотные угодья, протекает через заповедник Пикканинни и национальный парк Ояла-Тумотанг и впадает в залив Арчер (часть залива Карпентария) на западной стороне полуострова Кейп-Йорк. Устье реки находится недалеко от общины Орукун, рядом с реками Уотсон и Уорд.
Длина реки составляет 268 км, площадь бассейна — 13 820 км². Среднегодовой расход воды — 222 м³/с. В сезон дождей с ноября по апрель река разливается, затапливая более миллиона гектаров водно-болотных угодий. Основной приток — река Коэн.
В водах реки Арчер обнаружено 45 видов рыб, в том числе стеклянные окуни, терапонтовые, Neoarius midgleyi, Craterocephalus stercusmuscarum, Glossamia aprion, индо-тихоокеанский тарпон, Scleropages jardinii и другие.